# Muda Lawal
Mudashiru ("Muda") Babatunde Lawal (Abeokuta, 8 juni 1954 – Ibadan, 6 juli 1991) was een Nigeriaans voetballer die bij voorkeur speelde als middenvelder. Hij kwam uit voor Shooting Stars, Stationery Stores en Abiola Babes in zijn vaderland. Lawal speelde in totaal 86 interlands (12 goals) voor Nigeria in de periode 1975–1985 en vertegenwoordigde zijn West-Afrikaanse vaderland onder meer bij de Olympische Spelen 1980 in Moskou, Sovjet-Unie. Hij overleed op 37-jarige leeftijd.